# Дуань
Дуань (кит. упр. 段, пиньинь Duàn) — сяньбийское государство, существовавшее ок. 250 г.—325/338 г. на территории Китая. Сначала племя дуань было в союзе с Цзиньской Империей, а потом с мужунами.

## История
Об истории этого царства известно крайне мало. Располагалось на берегах Ляодунского залива. Основал Дуань Цзилуцзюань, бывший невольник. Когда в Ляоси был голод, хозяин послал Цзилуцзюаня со слугами для поиска пищи и беглых рабов. Цзилуцзюань не стал возвращаться, а основал собственное княжество, пользуясь смутой, царившей в Китае. Его племянник Умучэнь получил от Цзиньского Императора титул Гун и печать шаньюя. Собранное из небольших сяньбийских родов, население Дуани равнялось 30 000 семейств, военные силы оценивались приблизительно в 40 000 воинов.
В 302 году Умучэнь с 30 000 конницы воевал против Ши Лэ и разбил его у Фынлуншаня. Следующий правитель Дуань Цзилуцзюань вместе со своими братьями Пиди, Мопэй, Выньяном, собрал 50 000 конницы в Сянго, где им удалось окружить Ши Лэ в 312 году. Опытный воин, Ши Лэ увидел, что дуаньцы спят, сняв с себя оружие. Ночью Ши Лэ собрал своих храбрейших воинов, и выбравшись через пролом в стене, напал на спящих дуаньцев, многих убил, а Мопэй взял в плен. Ши Лэ хорошо обращался с Мопэем и отпустил его. Дуаньцы заключили с Ши Лэ мир и ушли.
Цзилуцзюань умер в 318 году. Шэфучэнь стал править, но он был малолетен. Мопэй и Пиди стали сражаться за власть. Тоба Юйлюй (Пин Вэнь-ван) воспользовался расколом и напал на Пиди, который бежал в Лэлин. Вскоре Пиди был вынужден присоединиться к Ши Лэ. 

Мопэй стал править Дуанью. После него правил Дуань Я, затем Дуань Ляо. В 338 Ши Лэ послал своего полководца Ши Гилуна против Дуань. Ляо бежал к Мужуну Хуану, который убил его. В 325 г. или 338 г. Дуань была разгромлена государством Ранняя Янь.

## Правители Дуани (Ляоси)
| Посмертное имя (諡號 shìhào) | Личное имя                               | Годы правления  | Эра правления (年號 niánhào) и годы эры |
| ---------------------------- | ---------------------------------------- | --------------- | --------------------------------------- |
| отсутствует                  | Дуань Уучэнь 段務勿塵 Duàn Wùwùchén      | 303—310 или 311 | отсутствует                             |
| отсутствует                  | Дуань Цзилуцзюань 段疾陸眷 Duàn Jílùjuàn | 310 или 311—318 | отсутствует                             |
| отсутствует                  | Дуань Шэфучэнь 段涉復辰 Duàn Shèfùchén   | 318             | отсутствует                             |
| отсутствует                  | Дуань Пиди 段匹磾 Duàn Pǐdī              | 318—321         | отсутствует                             |
| отсутствует                  | Дуань Мопэй 段末柸 Duàn Mòpēi            | 318—325         | отсутствует                             |
| отсутствует                  | Дуань Я 段牙 Duàn Yá                     | 325             | отсутствует                             |
| отсутствует                  | Дуань Ляо 段遼 Duàn Liáo                 | 326—338         | отсутствует                             |